# Ricaldone
Ricaldone – miejscowość i gmina we Włoszech, w regionie Piemont, w prowincji Alessandria.
Według danych na styczeń 2010 gminę zamieszkiwały 693 osoby przy gęstości zaludnienia 65,4 os./1 km².